# ホフマン物語
『ホフマン物語』（ホフマンものがたり、Les Contes d'Hoffmann）は、フランスの作曲家ジャック・オッフェンバックの4幕の幻想的オペラ（Opera fantastique）。オリジナルは5幕7場。ドイツ・ロマン派の詩人E.T.A.ホフマンの小説から3つの物語を用いて脚色したジュール・バルビエとミシェル・カレの同名の戯曲に基づいて、ジュール・バルビエが台本を書いた。1881年2月10日にパリのオペラ＝コミック座で初演された。

## 概要
主人公の詩人ホフマンが、歌う人形のオランピア、瀕死の歌姫アントニア、ヴェネツィアの娼婦ジュリエッタと次々に恋に落ちるが何れも破綻する自身の失恋話を語り、最後には現在想いを寄せる歌姫ステラへの恋にも破れる内容。未完のまま作曲家が死去したこともあって数多くの版があり、謎の多い作品とされている。通常1回休憩を取る4幕または5幕で演奏されることが多い。ジュリエッタとの恋の場面で歌われる「ホフマンの舟歌」が有名だが、これは作曲者唯一のドイツ語オペラ『ラインの妖精』からの流用である。
『新グローヴ オペラ事典』では本作は「一見したところ、オッフェンバックの不朽の名声を支えるもう一方の柱、軽いオペラ・ブフとは極めて対照的である。しかし、彼にとってオペラを組み上げることは、何でもないことであった。－中略－特にアントニアの幕ではオッフェンバックは真に情熱に満ちた音楽を書き得ることを示し、また、ヘンテコな歌詞と組みにされた時、ユーモラスな効果をあげる彼の音楽様式は、全く真面目に提示された場合でもそれに劣らず魅力的であることを実証したのである」。
1976年以降、オッフェンバックの自筆稿が大量に発見され、1977年のエーザー版に続いて、1984年のケイ版、1993年のケック版、2006年のケイとケック版が続々と発表されており、新しい版での上演が主流になりつつある。『オペラは手ごわい』の著者、岸純信は現代の上演について「今日、『ホフマン物語』を上演するために必要なエディションはいくつも存在し、そのどれもが決定版とは言えない状況にある。－中略－本作の多様性は、指揮者や演出家の創造力を刺激するファクターでもある。21世紀の我々はこのオペラに作り手が見出すさまざまな可能性を楽しむべきなのであろう」としている。

## 経緯と主な版
- 1851年 - ジュール・バルビエとミシェル・カレの同名の戯曲が、パリのオデオン座で上演される。その後、オッフェンバックがオペラ化するため、バルビエがオペラ用のリブレットに改作。
- 1880年 - 未完のままオッフェンバック死去。
- 1881年 - エルネスト・ギローの補筆により完成。パリのオペラ＝コミック座で初演。
- 1887年 - オペラ＝コミック座の火災により初演時の楽譜が焼失。以降多くの手が加えられて上演される。
- 1904年 - ラウル・ガンズブール、アンドレ・ブロック（フランス語版）による上演。
- 1905年 - ハンス・グレゴール、マクシミリアン・モリス版による上演。
- 1907年 - シューダンス（フランス語版）版スコア刊行。長く定本となる。
- 1944年 - オットー・マーク、ハンス・ハウク版による上演。
- 1951年 - サー・トーマス・ビーチャム、デニス・アランデル版による上演。
- 1958年 -  ヴァルター・フェルゼンシュタイン、カール＝フリッツ・フォイクトマン版による上演。（ベルリンのコーミッシェ・オパー）（1970年に映画化） その後の演奏に大きな影響を与える。
- 1972年 - リチャード・ボニング版による上演。
- 1976年 - アントニオ・デ・アルメイダがオッフェンバック自筆楽譜を大量に発見。
- 1977年 - フリッツ・エーザー（フランス語版、ドイツ語版）版による上演。
- 1980年 - ジャン＝ピエール・ポネル、ジェームズ・レヴァイン版（エーザー版を活用した折衷版）による上演。
- 1984年 -ガンズブールの邸宅で新たな資料が発見された。これを基に音楽学者マイケル・ケイ（Michael Kaye）が新たな版（ショット版）を起こす[5]。
- 1993年 -同様にガンズブールの邸宅で新たな資料が発見された。これを入手した音楽学者ジャン=クリストフ・ケック（ （フランス語）Jean-Christophe Keck）が新たな版（ブージー・アンド・ホークス版、2005年）を起こす[6]。
- 2004年 -パリ・オペラ座の倉庫で、1881年の火災で焼失したと考えられていたオーケストラ用の手書き譜が発見された。これを基にケイとケックが協力して、2006年に批判校訂版が作成された[5]。

## 主な版の違い
| 版名           | 編集者と出版社                                                             | 幕  | 変更点 |
| -------------- | -------------------------------------------------------------------------- | --- | --- |
| ギロー版       | エルネスト・ギロー                                                         | 4幕 | * ギローによるレチタティーヴォの追加。 * ジュリエッタの幕を削除。                                                    |
| シューダンス版 | ラウル・ガンズブール                                                       | 5幕 | *幕はオランピア、ジュリエッタ、アントニアの順。 * プロローグにミューズが登場しない。                                 |
| エーザー版     | フリッツ・エーザー アルコア社 （Alkor）                                    | 5幕 | * 幕はオランピア、アントニア、ジュリエッタの順。 * プロローグにミューズが登場。 変身してニクラウスになることを明示。 |
| ケイ版         | マイケル・ケイ ショット社（Schott）                                        | 5幕 | * ジュリエッタのアリア、ジュリエッタの幕のフィナーレ等、 多くの曲が追加。                                            |
| ケック版       | ジャン=クリストフ・ケック ブージー・アンド・ホークス社 (Boosey and Hawkes) | 5幕 | * エピローグにおけるステラとホフマンの２重唱などが追加。                                                             |
| ケイとケック版 | ケイとケック                                                               | 5幕 | * 上記のケイとケックが協力して作成した、現時点での最新版。                                                           |

## 登場人物
| 人物名                 | 声域         | 原語名                    | 役                     |
| ---------------------- | ------------ | ------------------------- | ---------------------- |
| ホフマン               | テノール     | Hoffmann                  | 詩人                   |
| リンドルフ※1           | バリトン     | Lindorf                   | ニュルンベルクの顧問官 |
| コッペリウス※1         | バリトン     | Coppélius                 | スパランツァーニの敵手 |
| ミラクル博士※1         | バリトン     | Le docteur Miracle        | 医者                   |
| ダペルトゥット船長※1   | バリトン     | Le capitaine Dapertutto   | 魔術師                 |
| スパランツァーニ       | バリトン     | Spalanzani                | 発明家                 |
| クレスペル             | バス         | Crespel                   | アントニアの父親       |
| ペーター・シュレミール | バリトン     | Peter Schlemil            | ジュリエッタの情夫     |
| アンドレス※2           | テノール     | Andrès'                   | ステラの召使           |
| コシュニーユ※2         | テノール     | Cochenille                | スパランツァーニの召使 |
| フランツ※2             | テノール     | Frantz                    | クレスペルの召使       |
| ピティキナッチョ※2     | テノール     | Pitichinaccio             | ジュリエッタの下男     |
| ルーテル               | バス         | Luther                    | 酒場のおやじ           |
| ナタナエル             | テノール     | Nathanaël                 | 学生                   |
| ヘルマン               | バス         | Hermann                   | 学生                   |
| オランピア             | ソプラノ     | Olympia                   | 自動人形               |
| アントニア             | ソプラノ     | Antonia                   | 歌手                   |
| ジュリエッタ           | ソプラノ     | Giulietta                 | 高級娼婦               |
| ミューズ ※3            | メゾソプラノ | La Muse                   | 詩の女神               |
| ニクラウス※3           | メゾソプラノ | Nicklausse                | ホフマンの友人         |
| アントニアの母の声     | メゾソプラノ | Voix de la mère d'Antonia | －                     |
| ステッラ※4             | ソプラノ     | Stella                    | 歌手                   |

※1、2、3はそれぞれ同一のキャストが演じる。
※4はエーザー版までは台詞のみ。以降の版では歌がある。

## あらすじ
（注）エーザー版をもとにしたマイケル・マンの校訂譜の録音に基づく。（エーザー版は最新版ではない）

### 第1幕

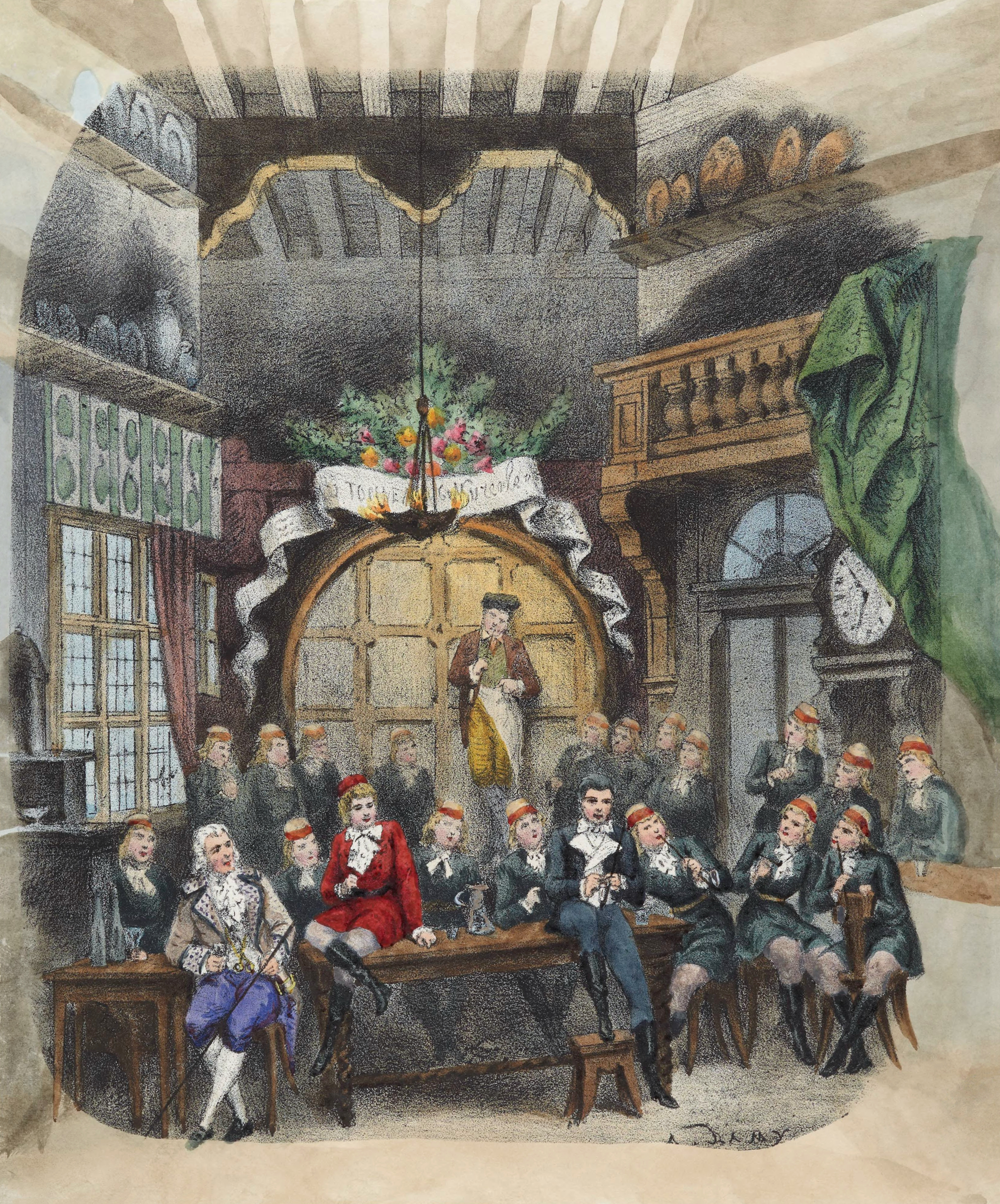
1881年初演時のイラスト（プロローグ）

ルーテルおやじの酒場。月明かりだけがある夜。酒の精とともにミューズが登場。詩人ホフマンの心を占める歌姫ステラに対抗するべく、ホフマンの親友ニクラウスの姿に変身する。
酒場に主のルーテル、ボーイが登場する。オペラ《ドン・ジョヴァンニ》の幕間に来る客を迎える準備をする。そこに顧問官リンドルフとステラの付き人アンドレスが登場。リンドルフは金でステラのホフマンへ向けた恋文をアンドレスから買う。恋敵のホフマンをリンドルフは酒場で待ち受けることにする。学生たちの陽気な一団が酒場に飛び込み、大いに騒ぐ。そこにホフマンとニクラウスがやってくる。学生たちにせがまれてホフマンは陽気なクラインザックの物語を歌うが、途中で恋しいステラの面影を歌うようになる（シャンソン（クラインザックの伝説「むかしアイゼナックの宮廷に……」）。学生のナタナエルに恋をしているのかとからかわれたホフマンは否定するが、リンドルフがそれを揶揄する。ホフマンは重ねて否定し、いかに自分に運がないか、自らの恋物語を訊きたいか、と学生たちに尋ね、学生たちはオペラもほったらかしに話をねだる。

### 第2幕（オランピア）

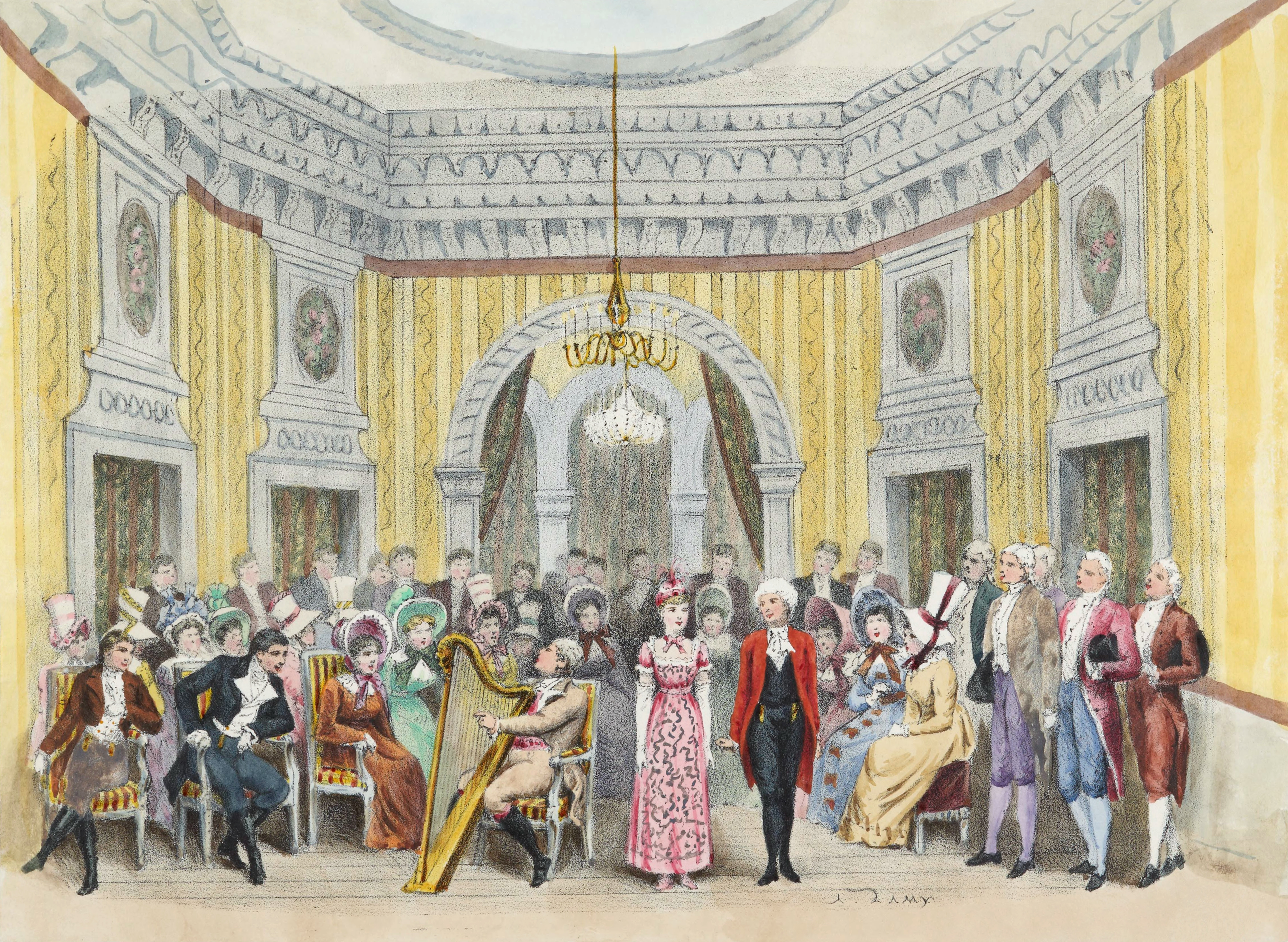
1881年初演時のイラスト（オランピアの幕）

物理学者のスパランツァーニの書斎にホフマンが尋ねてくる。スパランツァーニはホフマンが詩人の道を捨て、科学者になる決心をしたことを喜び、今日は娘のオランピアを社交界におひろめするのだと述べ、助手コシュニーユとともに酒造へ向かう。
ホフマンが、カーテンのすきまからオランピアをのぞいているところに、親友のニクラウスが来る。傍によって声をかけろというニクラウスに対して、ホフマンは見ているだけでよいと言い張る。皮肉たっぷりにニクラウスは「精巧な人形」の歌を歌うが、恋に落ちているホフマンには意味がわからない。
そこにコッペリウスが登場する。ホフマンが熱心にオランピアを見詰めているのをみて、ほくそえむ。様々な怪しい道具を売ろうし、綺麗な目を強く勧めるが、当然そのようなものはホフマンもニクラウスも必要ないので断る。さらに勧められた眼鏡をホフマンがかけると不思議なことにオランピアの美しい姿が見える。夢うつつのままホフマンは眼鏡をコッペリウスから購入する。
コッペリウスはスパランツァーニを見つけ、オランピアの眼の支払いとして金を要求し、それが駄目なら山分けを要求する。スパランツァーニは倒産した会社の手形を渡し、コッペリウスはそうと知らずに満足し、オランピアに首っ丈のホフマンを笑い、結婚させればよいとそそのかす。
夜会が始まり、招待客たちの前にオランピアが披露される。素晴らしい出来のオランピアに賛辞が送られるが、眼鏡をかけているホフマンだけが彼女が人形であることに気づかない。招待客の前でオランピアはアリアを披露する（オランピアのクプレ「生垣には、小鳥たち」）。途中で力尽きるたびに、スパンランツァーニが慌ててゼンマイを巻くが、聞きほれているホフマンは気づかない。その後、招待客たちは夜食に入るが、オランピアは食べないため下がる。スパランツァーニは面白がってホフマンに娘の付き添いを頼む。
二人きりになったホフマンはオランピアに愛を囁くが、彼女は突如ゼンマイじかけのように動き出して出て行ってしまう。戸惑うホフマンにニクラウスが遠まわしにオランピアが人形であることを伝えるが、ホフマンは愛する女性が中傷されていると思い聞き入れない。
一方、スパランツァーニに渡された手形が不渡りであることに気づいたコッペリウスは、夜会に乗り込こむ。
夜会ではホフマンがオランピアとダンスを踊るが、段々スピードが速くなってゆき、ついに壊れる勢いでまわりだす。ホフマンは跳ね飛ばされ、スパランツァーニは何とか娘を止めて、オランピアを下がらせる。飛ばされた勢いでホフマンの眼鏡が壊れてしまう。
奥からコシュニーユが飛び出し、コッペリウスがオランピアを壊したことを告げ、怒ったスパランツァーニとコッペリウスが争いだす。眼鏡の影響から抜け出たホフマンは壊されたオランピアを見て、初めて彼女が自動人形であることに気づき失意のあまり倒れる。人形に恋していたホフマンを招待客たちは笑う。

### 第3幕（アントニア）

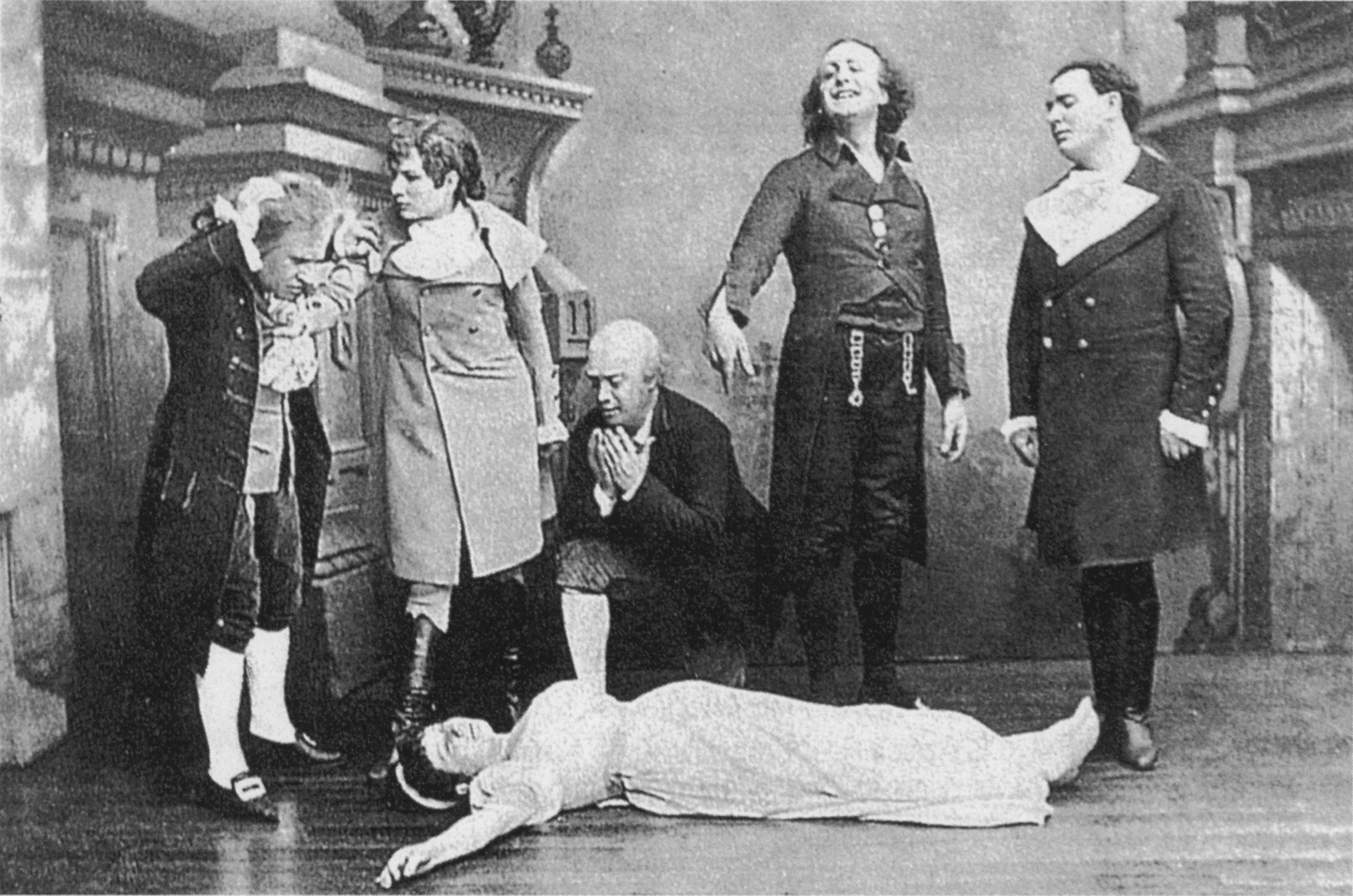
アントニアの死

ミュンヘンのクレスペルの家。奇妙に傾いた部屋で、アントニアが歌う（ロマンス「逃げてしまったの、雉鳥は」）。父親のクレスペルが部屋に入り、アントニアに死んだ母親の声に似ているので歌ってはいけないと言い聞かせる。歌手を諦めることに絶望しながらもアントニアは歌わないことを約束し、退場する。クレスペルは召使のフランツに誰も入れるなといって下がるが、やってきたホフマンとニクラウスを入れてしまう。ニクラウスはオランピアのことに言及しながら、今回の愛にも疑問を呈する。
ホフマンがやってきたことに気づいたアントニアが駆け込んでくる。ホフマンは突然引っ越したわけをたずねるが、アントニアにはわからない。二人は明日夫婦になることを約束する。彼女はホフマンに歌を禁じないことを確認し、ホフマンは疑問に思う。クレスペルの気配にアントニアは部屋に下がるが、ホフマンは謎が解けるかと、身を隠す。
ホフマンが来たのかと思ってやってきたクレスペルの前に、ミラクル博士が現れる。アントニアの母が死んだときにいたミラクル博士をクレスペルは嫌悪するが、博士はかまわずに誰も座っていない椅子に向かって、アントニアの診察を行う。悪魔的な光景に隠れて見ていたホフマンは驚く。ミラクル博士はアントニアに薬と歌を勧めるが、クレスペルが必死に追い払う。
クレスペルとミラクルが出て行った部屋に残ったホフマンにアントニアは近づく。ホフマンはアントニアに歌わないように、歌手の道は諦めるように頼み、彼女はそれを受け入れる。
一人になったアントニアに、突如現れたミラクル博士がその若さ、才能で歌わずにいられるものかとそそのかす。悪魔の誘惑に打ち勝つべくアントニアは亡き母に救いを求めるが、そこに母の亡霊が現れアントニアを激しく呼ぶ。声にあおられるように、アントニアは狂ったように歌い、倒れる。
倒れた娘を見つけたクレスペルは嘆き、飛び込んできたホフマンを殺そうとするが、ニクラウスに阻止される。ホフマンはアントニアに医者を呼ぼうとするが、いつのまにかそこにミラクル博士が現れ、彼女の死を宣告する。

### 第4幕（ジュリエッタ）

#### 第1場

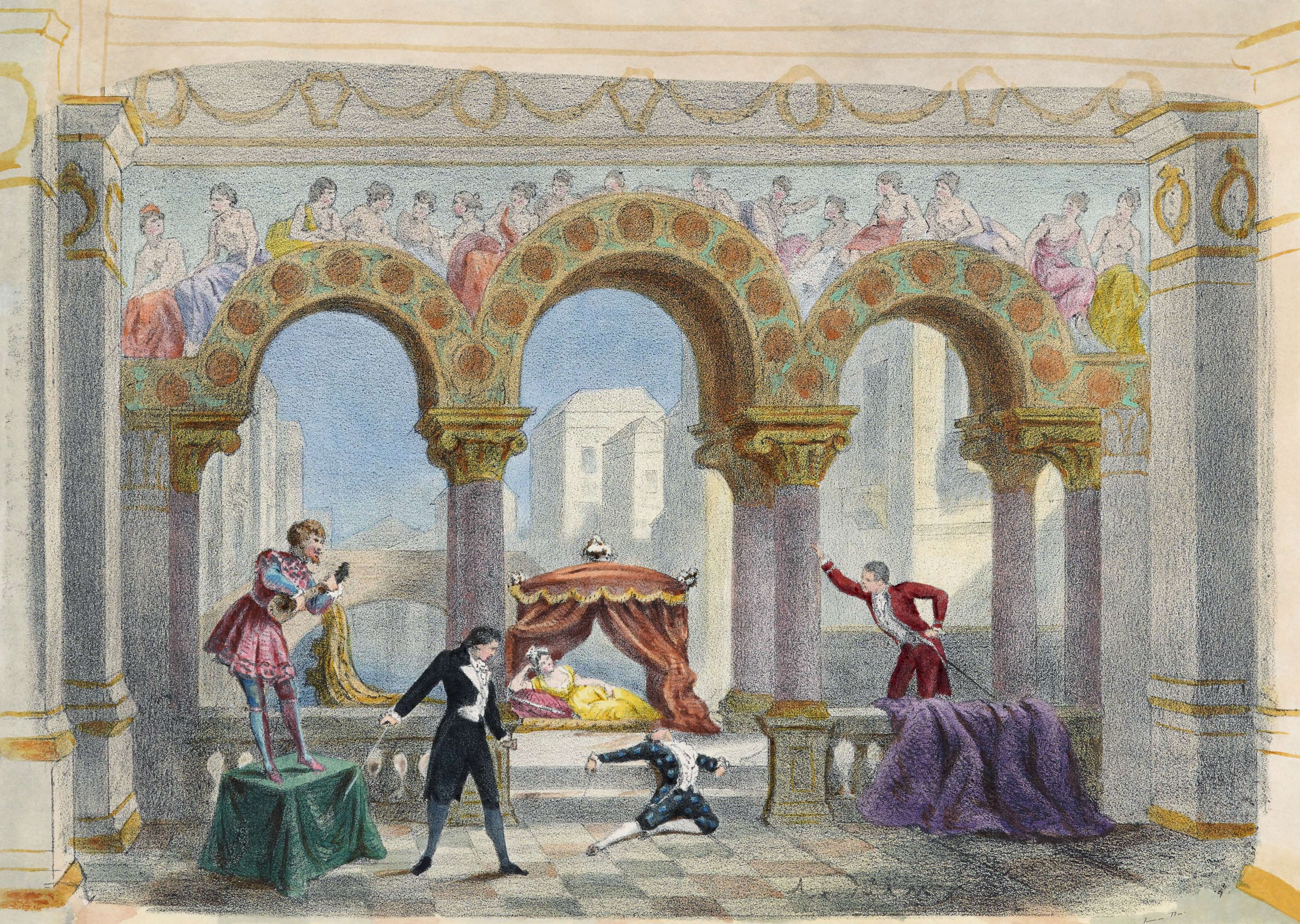
1881年初演時のイラスト（ジュリエッタの幕）

運河でゴンドラの行き交うヴェネツィアの歓楽場の豪華な館で、高級娼婦ジュリエッタとニクラウスが夢見る恋の歌を歌う（舟歌 (Barcarolle)。それに対して、ホフマンは欲望を歌い、屋敷の招待客たちと騒ぐ。そこにジュリエッタの情夫シュレミールがやってきていやみを言う。それをとりなす彼女は情夫よりむしろ連れのダペルトゥット船長の手に輝くダイヤに眼を奪われるが、場を収めて全員を賭博（カード）に誘う。
全員が移動する中、ニクラウスはホフマンに注意を促す。もし彼が悪魔に負け、愚かな愛に取り付かれたらすぐにここから連れ出すと。娼婦相手に本気になるはずがないとホフマンは一笑に付す。
ダペルトゥットはホフマンたちの挑戦を受けてたつべく、以前にシュレミールの影をジュリエッタに盗ませたように、手のダイヤを使って彼女にホフマンを誘惑させることを決心する（シャンソン 「まわれ、まわれ、雲雀を捕らえる鏡の罠よ!」）。そこにやってきたジュリエッタはダイヤに眼が眩み、ホフマンを誘惑して彼の影像を盗むことを約束する。
賭場ではホフマンたちをはじめ皆がカードをしているが、ホフマンは参加せずに考え込むジュリエッタに心を奪われる。愛を囁くホフマンをジュリエッタはつれなくさえぎるが、シュレミールが彼女の鍵を持っているので、それを奪って欲しいと頼む。
そこにゴンドラがやってきて時間が来たことを告げ、招待客の一部は去る。ホフマンはそこにとどまり、シュレミールに鍵を渡すように要求する。命がある限り渡さないというシュレミールとホフマンは決闘をする。剣のないホフマンに、すかさずダペルトゥットが自分の剣を差し出す。

#### 第2場
ジュリエッタは決闘の前に閨房で、ホフマンの命が大切だから彼女より先に逃げてくれるように懇願する。ホフマンはそれを承服できないが、ジュリエッタが離れていても彼女はホフマンのものであるとかきくどくと、心を奪われ承服する。ジュリエッタは心の支えとして、ホフマンに何かを置いていってくれと頼む。何かと聞くホフマンに、彼女は彼のすべてが欲しい、そして影が欲しいと言う。ホフマンは驚くが、ジュリエッタの情熱に押し切られ陶酔のうちに影を差し出し、気を失う。
影を奪われたホフマンがダペルトゥットに笑われ呆然としているところに、彼の存在に気づかないジュリエッタが、自分の誘惑の成功に笑いながら従者のピティキナッチョから受け取ったワインを飲む。しかし、その瞬間苦悶に顔をゆがめて倒れ、ホフマンの腕の中で息を引き取る。ダペルトゥットとピティキナッチョの高笑いが響く。

### 第5幕（ステラ）
再びルーテルの酒場。3つの恋物語を語り終えたホフマンは、自棄に学生たちと酒をあおり騒ぐ。そこに公演が終わったプリマドンナ・ステラがやってくるが、正体もなく飲んだホフマンには、仮面を取った彼女がオランピアに、アントニアに、そしてジュリエッタに見える。ニクラウスはステラが来るのが遅かったと笑い、リンドルフがステラの腕を取り、再び学生たちと騒ぎ出すホフマンを尻目に2人で退場する。残されたホフマンは、すべてを失った惨めさにそのまま死を望み倒れる。
暗転した舞台に、輝かしいミューズが現れ、ホフマンを詩人として蘇らせる。

## 曲目
（注）エーザー版をもとにしたマイケル・マンの校訂譜の録音に基づく。

### 第1幕
- 前奏曲 Prélude
[N°1 導入部 Introduction]
グル、グル、グル！ おいらはビール！ （酒の精の合唱） Glou, glou, glou! Je suis la bière !
- 瓢箪から駒、と言いますけれども （ミューズ、酒の精の合唱） La vérité, dit-on, sortait d'un puits
- さあ、みんな、店の支度だ！ （ルーテル、リンドルフ、アンドレス） Allons ! mes enfants 
[N°2 リンドルフのクプレ Couplets de Lindorf]
- ほう、《ホフマンさまへ》か！ （リンドルフ） Voyons : "Pour Hoffmann" ! 
[N°3,4A]
- まだあと2時間はある! （リンドルフ、ルーテル、学生たち、ヘルマン、ナタナエル） Deux heures devant moi ! 
[N°4B]
- 何とまあ、諸君、すばらしい歌姫だろう! （ナタナエル、学生たち、ヘルマン、リンドルフ、ルーテル） Vive Dieu ! mes amis, la belle créature ! 
[N°4C]
- やあ、諸君! （ホフマン、ニクラウス、ナタナエル、学生たち、ヘルマン） Bonjour, amis ! 
[N°5 シャンソン（クラインザックの伝説） Chanson (la légende de Kleinzach)]
- むかしアイゼナックの宮廷に…（ホフマン、学生たち、ナタナエル） Il était une fois à la cour d'Eisenach 
[N°6 フィナーレ Finale]
- うう! このビールはまずいや! （ホフマン、学生たち、ニクラウス、ナタナエル、リンドルフ） Peuh ! cette bière est détestable ! 
[二重唱 Duo]
- で、また、どこから、この悪魔閣下は （ホフマン、リンドルフ、ニクラウス、学生たち） Et par où votre diablerie
- いいかい、僕は不幸におびやかされている （ホフマン、リンドルフ、ナタナエル、ヘルマン、学生たち、ニクラウス、ルーテル） Je vous dis, moi, qu'un malheur me menace !

### 第2幕（オランピア）
- 間奏曲 Entr'acte
- そこにいなさい、可愛い娘や! （スパランツァーニ、ホフマン） Là, charmante ! 
[N°7]
- さあ! 勇気を出して自信を持とう! （ホフマン、ニクラウス） Allons ! courage et confiance !
- 七宝細工の眼をした人形 （ニクラウス、ホフマン） Une poupée aux yeus d'émail 
[N°8]
- わしがコッペリウスだ （コッペリウス、ニクラウス、ホフマン） C'est moi, Coppélius 
[三重唱 Trio]
- わしの名はコッペリウス （コッペリウス、ニクラウス、ホフマン） Je me nomme Coppélius
- 失礼 （ホフマン、コッペリウス、ニクラウス） Serviteur !
- 用意はできた! （スパランツァーニ、コッペリウス） Tout est prêt ! 
[N°9]
- ほんと、これ以上豪華な夜会に （招待客たち、スパランツァーニ、ニクラウス、ホフマン、コシュニーユ、オランピア） Non, aucun hôte vraiment 
[オランピアのクプレ Couplets d'Olympia]
- 生垣には、小鳥たち （オランピア、招待客たち） Les oiseaux dans la charmille
- ねえきみ、何てすてきな節回し！ （ホフマン、ニクラウス、スパランツァーニ、招待客たち、オランピア、コシュニーユ） Ah ! mon ami, quel accent ! 
[N°10 シェーナとロマンス Scène et Romance]
- みんな行ってしまった （ホフマン、オランピア） Ils se sont éloignés, enfin ! 
[N°11]
- 逃げるの? （ホフマン、ニクラウス、コッペリウス） Tu me fuis ? 
[N°12 フィナーレ Finale]
- さあ、ダンスの位置について! （スパランツァーニ、コシュニーユ、ホフマン、オランピア、招待客たち、ニクラウス、コッペリウス） Voici les valseurs !

### 第3幕（アントニア）
- 間奏曲 Entr'acte
[N°13 ロマンス Romance]
逃げてしまったの、雉鳥は （アントニア） Elle a fui la tourterelle
- いけないね、娘や…… （クレスペル、アントニア、フランツ） Malheureuse enfant ! 
[N°14 クプレ Couplets]
- 朝から晩まで汗水たらし （フランツ） Jour et nuit
- フランツだ。やっぱりここだ （ホフマン、フランツ、ニクラウス） Voilà ce brave Frantz 
[N°15 ロマンス Romance]
- 見たまえ、わななく弓の下で （ニクラウス） Vois sous l'archet frémissant
[シェーナ Scène N°16 二重唱 Duo]
- ああ、君はなんでも疑うんだな! （ホフマン、ニクラウス、アントニア） Ah ! tu doutes de tout!
- でもね、可愛いフィアンセさん （ホフマン、アントニア） Pourtant, ô ma fiancée
- 愛の歌が （アントニア、ホフマン） C'est une chanson d'amour
- どうした? ……苦しいの? （ホフマン、アントニア、クレスペル、フランツ）Qu'as-tu donc ? ...Tu souffres ? 
[N°17 三重唱 Trio]
- 危険を払いのけるには （ミラクル、ホフマン、クレスペル、アントニア） Pour conjurer le danger 
[N°16bis メロドラマ Mélodrame]
- もう歌えないのか! （ホフマン、アントニア） Ne plus chater ! 
[N°17A]
- もう歌わないだと? （ミラクル、アントニア） Tu ne chanteras plus ? 
[N°17A 三重唱 Trio]
- お母様だと? よくも頼めるね、母さんに? （ミラクル、アントニアの母の声、アントニア） Ta mère ? Oses-tu l'invoquer ? 
[N°17b フィナーレ Finale]
- どうした! 娘や! （クレスペル、アントニア、ホフマン、ニクラウス、ミラクル） Mon enfant ! Ma fille !

### 第4幕（ジュリエッタ）

#### 第1場
[N°18 （舟歌） (Baracarolle)]
- 間奏曲 Entr'acte
- 諸君、お静かに （ホフマン） Messieurs, silence ! 
[（舟歌） (Barcarolle)]
- 美しい夜、おお、恋の夜よ （ホフマン、ニクラウス、ジュリエッタ、ゴンドラの船頭たちの合唱） Belle nuit, ô nuit d'amour 
[N°18B レチタティーヴォと酒盛りの歌 Récit et Couplets bachiques]
- 僕には、そんなものは、ちっとも面白くないね! （ホフマン、招待客たち） Et moi, ce n'est pas là ce qui m'enchante
[情景 Scène, 情景の音楽 Musique de Scène と N°18bis 退場場面 Sortie]
- これはこれは、賑やかなことだね、マダム! （シュレミール、ジュリエッタ、ダペルトゥット、ニクラウス、ホフマン） A merveille, madame !

[N°19 シャンソン Chanson]
- まわれ、まわれ、雲雀を捕らえる鏡の罠よ! （ダペルトゥット） Tourne, tourne, miroir
- 魅力的だね （ダペルトゥット、ジュリエッタ、シュレミール） Charmante !

[N°20]
- ジュリエッタ、どうしたの （招待客たち、ホフマン、シュレミール、ダペルトゥット、ピティキナッチョ、ジュリエッタ） Giulietta, palsembleu !
- 愛の神が彼女に言った、綺麗な人よ （ジュリエッタ、ホフマン、シュレミール、ピティキナッチョ） L'amour lui dit: la belle
- 君、引き継いでくれ! （ホフマン、ニクラウス、シュレミール、ピティキナッチョ、ダペルトゥット、ジュリエッタ） Tiens, mes cartes !
- 馬鹿な! （シュレミール、ダペルトゥット、ピティキナッチョ） Morbleu !

[N°21]
- 彼は私の鍵を持っているの （ジュリエッタ、ゴンドラの船頭たちの合唱、ニクラウス、ホフマン、シュレミール、ダペルトゥット） Il a ma clé

#### 第2場
[N°22 二重唱 Duo]
- お友達の言うのは本当だわ （ジュリエッタ、ホフマン） Ton ami dit vrai

[ロマンス Romance]
- おお、神よ、何という陶酔でしょう （ホフマン） Ô Dieu, de quelle ivresse
- でも、それまでの間 （ジュリエッタ、ホフマン） Jusque là, cependant 
[情景 Scène, メロドラマ Mélodrame, 情景の音楽 Musique de scène と N°22bis]
- 結局こうなったのね （ジュリエッタ、ダペルトゥット、ホフマン） Le Voilà, donc

### 第5幕（ステラ）
[N°23]
- 恋心よ！ （学生たち） Folie !

[N°24,N°25A （メロドラマ） (Mélodrame)]
- これが、諸君 （ホフマン、ナタナエル、ヘルマン、ヴィルヘルム、ニクラウス、酒の精の合唱、学生たち、アンドレス、ステラ、リンドルフ） Voilà, mes amis

[N°25B]
- いとしいフリネは二つの心 （ホフマン、学生たち） Pour le cœur de Phryné

[N°26 フィナーレ Finale - 大団円 Apothéose]
- さがってくれ、みんな！ （ホフマン、ミューズ、学生たち、一同） Arrière, tous

## 映画化
オペラ公演を収録したライブ映像以外に、これまでに少なくとも4回、映画化されている。
1916年の映画

リヒャルト・オスワルド監督、クルト・フォン・ウォロウスキー（壮年期のホフマンはエーリッヒ・カイザー‐ティッツが演じた）主演によるドイツのサイレント映画。モノクローム作品。原題“Hoffmanns Erzählungen”。

1932年の映画

マックス・ノイフェルド監督・主演によるオーストリアのサイレント映画。モノクローム作品。原題“Hoffmanns Erzählungen”。
三人のヒロインにはキティ・ホルシュ（Kitty Hulsch／オランピア）、ローラ・ウルバン・クナイディンガー（Lola Urban-Kneidinger／アントニア）、ダグニー・ゼアヴェズ（Dagny Servaes／ジュリエッタ）。出演は他にカール・イーマン（Karl Ehmann／コッペリウス）、ポール・アスコンス（Paul Askonas／ミラクル博士）、ロベルト・ヴァルベルク（Robert Valberg／ジュリエッタの情夫ペーター・シュレミール）、オイゲン・ノイフェルド（Eugen Neufeld／魔術師ダペルトゥット）など。

1923年4月6日公開。製作はヴィタ・フィルム（Vita-Film）。98分。

1951年の映画

マイケル・パウエルとエメリック・プレスバーガーの共同監督によるイギリス映画。カラー作品。原題“The Tales of Hoffmann”。製作はロンドン・フィルムズおよびアーチャーズ。128分。ベルリン国際映画祭銀熊賞とカンヌ国際映画祭特別賞を受賞している。
同監督コンビの前作『赤い靴』に続き、贅を尽くしたテクニカラー映像が話題を呼んだ。
1951年11月26日よりイギリスで、次いで1952年6月13日よりアメリカ合衆国にて一般公開。

主演はロバート・ランスヴィル。ホフマンとアントニア（演：アン・アイヤーズ）のみはオペラ歌手による自演自唱、他は英国ロイヤル・バレエ団のダンサーを起用し、歌唱はオペラ歌手の吹き替えによる。配役には、オペラ同様に敵役であるリンドルフ、コッペリウス、ミラクル博士、ダペルトゥット船長を一人４役（演：ロバート・ヘルプマン）とする一方、 モイラ・シアラーはオペラでは一人１役のオランピアの他にステラも演じ、一人４役で演じるはずのアンドレス、コシュニーユ、フランツ、ピティキナッチョの脇役男性のうち、コシュニーユ、フランツを一人１役とされるスパランツァーニ役のレオニード・マシーンが３役掛け持ち（歌唱吹き替えはコシュニーユのみ別の歌手が担当）で務め、アンドレスにはフィリップ・リーヴァ―（Philip Leaver）、ピティキナッチョにはライオネル・ハリス（Lionel Harris）を一人１役で配するなど、オペラ版における配役指示とは相当異なる演出がされた。

歌唱はすべて英語訳詩によるが、同時にドイツ語歌唱音源も用意され、こちらの方がルドルフ・ショック、リタ・シュトライヒ、ヨーゼフ・メッテルニッヒら英語版に比べ格段に歌手の顔ぶれが豪華ということで別途レコードやCDも発売された。演奏は英語訳詩版・ドイツ語歌唱版ともにトーマス・ビーチャム指揮のロイヤル・フィルハーモニー管弦楽団である。

2015年4月に、4K画質・136分にリファインされてDVD盤が再発売された。

1970年の映画

原題“Hoffmanns Erzählungen”。東ドイツの国営放送（DFF）からの委嘱により、ドイツ映画製作会社（ Deutsche Film-AktienGesellschaft　略称；DEFA）がテレビ放映用に撮影したもの。舞台監督はヴァルター・フェルゼンシュタイン。撮影監督にゲオルク・ミェルケ（Georg Mielke）。テレビ放映された1970年12月26日に先立ち、12月11日には完成レセプションとして映画館での劇場公開もされた。136分。

著名なオペラ・バレエ演出家であるフェルゼンシュタインの作品をテレビ放映するために制作されたものであり、 バーベルスベルクのDEFAのスタジオにはラインホルト・ツィンマーマンの原案に基づいてルドルフ・ハインリッヒが手掛けたセットが組み上げられ、舞台公演さながらの形態でスタジオ収録が行われた。演奏は、フェルゼンシュタインが創設し生涯に亙り芸術総監督を務めたベルリン・コーミッシェ・オーパーのオーケストラと合唱団、指揮はオーケストラにカール-フリッツ・フォイトマン（Karl-Fritz Voigtmann）、合唱指揮はディーター・ヘンゼル（Dieter Hänsel）。

台詞・歌詞はすべてフェルゼンシュタインによるドイツ語訳詩であり、演技と歌唱は全員同一演者が担当した。主人公のホフマンにはハンス・ノッカー、敵役、脇役男性はいずれもオペラにおける配役指示と同様に一人４役として、それぞれルドルフ・アスムスとヴェルナー・エンダースが務めた。さらに一人１役とされるステラを含む四人のヒロインもメリッタ・ムゼリーが一人４役で演じた。